# Florida Carry
A Florida Carry é uma organização sem fins lucrativos dedicada à preservação dos  direitos às armas na Flórida.

## Histórico
A Florida Carry, Inc. foi formada em 2011 para coordenar melhor as atividades de alguns defensores dos direitos das armas e fornecer uma entidade legal capaz de fazer lobby junto à legislatura estadual e entrar com contestações legais em tribunais estaduais e federais.

## Atividade legislativa
A Florida Carry tem feito lobby ativamente junto ao Legislativo e ao Governador da Flórida em tópicos relacionados a autodefesa, armas de fogo e armas defensivas.

### Sessão 2011
Durante a sessão legislativa da Flórida de 2011, o trabalho legislativo da Florida Carry se concentrou na legalização do "Open Carry" e emendou o "Firearms Preemption Statute" de 1987 da Flórida para criar um direito privado de ação contra atores estatais que violam a lei. O "HB 517" e seu projeto de lei complementar, "SB 234", inicialmente previam o porte ostensivo licenciado de armas de fogo, porte licenciado de armas de fogo e armas defensivas em campi universitários, armazenamento de armas de fogo em veículos particulares, a compra fora do estado de armas longas, e a coleta de impressão digital pelo "Florida Department of Agriculture and Consumer Services" para pedidos de porte velado e licenças de armas de fogo. Mesmo com a oposição da "Florida Retail Federation" e pela "Florida Sheriffs Association", os projetos foram aprovados sem as disposições do "Open Carry" e "Campus Carry". O "HB 45" e seu projeto complementar, o "SB 402", previam a aplicabilidade da lei de preempção de armas de fogo e a expansão da preempção para incluir substancialmente todas as agências governamentais estaduais e locais da Flórida. A lei emendada prevê penalidades para funcionários do governo que intencionalmente violarem o Estatuto de Preempção de Armas de Fogo da Flórida, permite a cobrança de honorários advocatícios, multas e danos. O "HB 45" foi aprovado e entrou em vigor em 1º de outubro de 2011.

### Sessão de 2012
Em 2012, os esforços de lobby da Florida Carry centraram-se na aprovação do "HB 463" e do "SB 998". Os projetos de lei previam a licença de porte velado dos atuais membros do serviço militar e veteranos dispensados com honra para obter uma licença de porte independentemente da idade ou posto de serviço. O projeto também exige que os cartões com as impressões digitais sejam aceitos da polícia militar e do reitor, para que os militares estacionados no exterior possam preencher seus formulários. Os projetos foram aprovados na Câmara e no Senado da Flórida por unanimidade.

### Sessão 2013
A Florida Carry se opôs a um projeto de lei da Flórida que exigiria cursos de gerenciamento de raiva para compradores de munição.

### Sessão de 2014
Durante a sessão legislativa da Flórida de 2014, o Florida Carry apoiou o "SB 296" em uma tentativa de criar exceções às penalidades criminais por porte ou transporte de armas de fogo em público, com ou sem licença, durante as evacuações obrigatórias. Com a oposição da "Florida Sheriffs Association", o projeto não foi aprovado. A Florida Carry também apoiou mudanças nas leis de autodefesa da Flórida para permitir imunidade de processo ou ação civil pela ameaça de uso da força em resposta a um ataque criminal, uma exceção às leis de condenação mínima obrigatória em casos de autodefesa imperfeita com arma de fogo, eliminação de registros de prisão em casos de legítima defesa legal. Apesar da oposição da "Florida Sheriffs Association" e dos promotores estaduais, o "HB 89" se tornou lei em 20 de junho de 2014.